# Surinaamse Schutterij
De Surinaamse Schutterij, opgericht in 1939, was een landmacht in Suriname. De Schutterij was bedoeld als aanvulling op de Nederlandse reguliere troepen (de Troepenmacht in Suriname, ook wel TRIS genoemd), en stond open voor de lokale bevolking. Krachtens de grondwet mocht de Schutterij niet buiten het eigen grondgebied worden uitgezonden. 
Aanvankelijk bestond de Schutterij uit vrijwilligers, en toen in 1940 werd gemobiliseerd bestond de troep uit slechts 180 man. Zij moesten samen met 200 KNIL-soldaten Suriname verdedigen tegen mogelijke invallen vanuit Frans-Guyana, dat onder het Vichy-regime viel, of Brazilië, waar veel Duitsers woonden. Omdat de bauxietmijnen van Suriname essentieel waren voor de Amerikaanse vliegtuigindustrie - Suriname leverde 65% van het voor de aluminiumfabricage benodigde bauxiet - kreeg de Schutterij al snel versterking van 2000 man Amerikaanse troepen met 73 tanks. De Surinaamse Schutterij werd ingezet bij de bewaking van de mijnen bij Moengo en Paranam, en ter bewaking van de kust. Ook de schepen die de bauxiet over de rivieren vervoerden, werden door de Surinaamse Schutterij beveiligd.
In 1941 werd de Surinaamse Schutterijverordening afgekondigd. In 1942 werden de Amerikaanse troepen grotendeels vervangen door troepen uit Puerto Rico. In Suriname werd de dienstplicht ingevoerd. Het oproepen van dienstplichtige plantagearbeiders leidde vooral in het district Commewijne tot grote problemen in de landbouw.
Het aantal soldaten in de Schutterij steeg tot vijfduizend, en er was sprake van hen in te zetten in Nederlands-Indië, maar de Surinaamse Staten weigerden in te stemmen met de grondwetsherziening die hiervoor noodzakelijk was. De grens met Frans-Guyana werd inmiddels beveiligd door het Korps Stads- en Landwachten, een groep vrijwilligers, die onder de Schutterij viel. Binnen dit vrijwilligerskorps werd een afdeling voor vrouwen opgericht, het Vrouwelijk Vrijwilligers Korps. Hoewel de vrouwen ondersteunende taken uitvoerden, kregen zij ook schietles en exercitie.
Samen met vrijwilligers uit de Antilliaanse Schutterij hebben ruim 450 Surinaamse oorlogsvrijwilligers meegevochten bij de bevrijding van Nederlands-Indië, en bij operaties in de Bersiapperiode. Een vijftiental maakte sinds 1941 deel uit van de Prinses Irene Brigade die later meevocht in Noord-Frankrijk en bij de bevrijding van Zuid-Nederland. Acht vrouwelijke Surinaamse vrijwilligers werkten als gewondenverzorgsters.
Voor de emancipatie van de bevolking van kleur in Suriname is de Surinaamse Schutterij zeer belangrijk geweest. Voor het eerst werkten mensen uit diverse bevolkingsgroepen samen. Hindoestaanse Surinamers van het platteland raakten gewend aan het leven in de stad. Niet-blanke Surinamers ontdekten dat zij minstens zo goed functioneerden als blanken, en dat ook blanke ondergeschikten konden worden gestraft. Ook voor de emancipatie van de vrouwen was de Surinaamse Schutterij van veel belang. De vrouwelijke vrijwilligers verdienden een voor die tijd behoorlijk inkomen, en verrichtten functies die voorheen aan mannen waren voorbehouden.